# Centropogon albostellatus
Centropogon albostellatus är en klockväxtart som beskrevs av Jeppesen. Centropogon albostellatus ingår i släktet Centropogon och familjen klockväxter. Inga underarter finns listade i Catalogue of Life.